# Terzina (musica)
La terzina, nel sistema metrico occidentale, è un gruppo irregolare per eccesso o sovrabbondante costituito nella maggior parte dei casi in uso, da tre figure musicali di ugual durata che occupano uno spazio sul pentagramma minore del loro valore nominale. Le terzine, se inserite in un tempo semplice (come ad esempio un 24, 34, 44 ecc.), cambiano il movimento di ritmo binario in movimento di ritmo ternario.

## Notazione

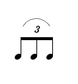
Una terzina di crome

Un gruppo di tre note che formano una terzina risulterebbe sovrabbondante rispetto alla durata complessiva della battuta se alle note della terzina fosse attribuito il loro valore nominale. Per poter essere identificate, le terzine posseggono una speciale notazione, secondo la quale la terzina è indicata con la cifra 3 scritta al di sopra (o talvolta al di sotto) delle tre note, che possono essere o meno unite da una legatura. Nel caso essa sia presente, non costituisce né una legatura di valore né di portamento, bensì un segno convenzionale che identifica la terzina stessa, al pari della cifra tre.

## Caratteristiche
La terzina è il più delle volte costituita da note nominalmente uguali a quelle della suddivisione del metro principale, ed è impiegata quasi esclusivamente nei tempi a suddivisione pari. Essa è un elemento ritmico dalla tradizione talmente consolidata nella letteratura musicale occidentale da non essere più percepita come un'irregolarità metrica, ma come uno dei procedimenti tipici per l'animazione del ritmo di un brano musicale. Esecutivamente le terzine all'interno di una battuta semplice (ad esempio un 24 o 44 ecc.) cambiano la scansione ritmica di quel frammento musicale da binaria a ternaria. A causa del suo larghissimo impiego, è impossibile definire, anche in maniera approssimativa, il suo carattere musicale, che può essere estremamente variabile da un caso all'altro.
Data la sua diffusione nella musica leggera, quando non specificato, solitamente terzina la s'intende di ottavi. Per suonare una terzina, poniamo in un metro di 44, occorre emettere tre note nell'intervallo temporale che avrebbero richiesto due note di pari valore (ad esempio tre note di ottavi al posto di due note di ottavi o, che è lo stesso, nel tempo di esecuzione di 14), il che richiede di aumentare la velocità di esecuzione di ciascuna delle tre note (o pause che potrebbero far parte della terzina).
L'espediente per far comprendere in una lezione di musica come si solfeggia una terzina è far silabare la parola Na-po-li su un metronomo. In questo modo si avverte immediatamente l'andamento ternario e la grande differenza con una duina ("Ro-ma") o quartina (Be-ne-ven-to).

### Difficoltà esecutiva
È comune l'esperienza, all'inizio della pratica musicale, di avere qualche difficoltà a imparare a suonare le terzine (più con quelle di quarti che di ottavi perché spesso è meno intuitivo suonare tre note - di eguale durata - nello spazio di due che tre note nello spazio di una come nel caso della terzina in ottavi, molto piu diffusa) rispetto alle altre figure. Di seguito la motivazione.
Si prenda la pulsazione del metronomo come 1 (battito 1). Ne discende che:
- 2 note suonate in corrispondenza del 1 hanno durata 0,50 ciascuna;
- 4 note => 0,250 ciascuna;
- e così via per numeri pari.

Invece, suonare le tre note della terzina in corrispondenza di una pulsazione comporta che esse abbiano una durata di 0,33 che però è arrotondata (essendo la divisione di 1 per 3 cioè un numero periodico). Pertanto, suonare un numero dispari di note in un intervallo temporale di durata equivalente ad una o ad un numero pari di pulsazioni (e facendo in modo che ciascuna nota suonata abbia identica durata alle altre) è più difficoltoso per un motivo "matematico". Inoltre, più il tempo è lento più è arduo rimanere a tempo quando si suonano le terzine perché è minore l'"inerzia meccanica" esecutiva fornita dalla velocità, cosi come è più complesso suonare, ad esempio, terzine di quarti che terzine di ottavi oppure suonare una terzina che sia composta da una pausa al posto di una nota delle tre.